# Elaphoglossum hybridum
Elaphoglossum hybridum är en träjonväxtart som först beskrevs av Jean Baptiste Bory de Saint-Vincent, och fick sitt nu gällande namn av Moore. Elaphoglossum hybridum ingår i släktet Elaphoglossum och familjen Dryopteridaceae. Utöver nominatformen finns också underarten E. h. vulcani.